# 개연적 구조
사회학, 특히 종교사회학에서 개연적 구조란 의미 체계에 타당성과 개연성을 부여하는 사회 문화적 맥락이다. 개인과 집단에 의해 지지된 신념과 의미는 사회 문화적 제도와 과정 속에 귀속된다.

## 기원
용어는 카를 마르크스와, 조지 허버트 미드,  알프레드 슈츠의 아이디어에서 영감을 받은 피터 L. 버거에 의해 처음 사용되었다. 개연적 구조와 사회적 "세계"는 양자가 서로를 뒷받침 하는 동시에, 상대에 대해 반작용할 수 있는 변증법적 관계이다. 이러한 과정을 통한 사회적 배열은 특정 종교 세계의 등장을 자명하게 하며, 이러한 종교관은 종교의 발생에 도움을 준 배열의 형성을 돕는다.

## 종교적 개연성의 쇠퇴
버거는 특히 모던/포스트모던 세계에서 신성에 대한 개연성 손실을 염려하였다. 버거는 역사를 "개연적 구조의 구성과 해체"라고 보았고, 현대 사회의 다원성을 "종교 전통이 개연성을 잃는 주요 원인"으로 지목하였다.

## 비판
비평가들은 버거가 종교적 신념을 지원하는 측면에서, 담화 분석에는 많은 관심을 가졌으나, 제도적 프레임 워크에 대해서는 소홀했다고 주장한다.
버거는 또한 개인의 개연적 구조를 유지하는 자체적으로 선택한 관계집단의 역할과, 세속화하는 모더니즘 경향의 붕괴를 과소평가하였다고 볼 수 있다.

## 같이 보기
- 토대와 상부구조
- 지식사회학
- 에피스테메

## 추가 문헌
- Peter L. Berger and Thomas Luckmann. The Social Construction of Reality: A Treatise in the Sociology of Knowledge. New York: Doubleday, 1966.
- James W. Sire, Naming the elephant: worldview as a concept, InterVarsity Press, 2004, ISBN 0-8308-2779-X, p. 112-113